# گیمی بادن
گیمی بادن (انگلیسی: Gimmy Bade؛ زادهٔ 1974) بازیکن فوتبال اهل فرانسه است.